# Max Rudolf
Max Rudolf (Francoforte sul Meno, 15 giugno 1902 – Filadelfia, 28 febbraio 1995) è stato un direttore d'orchestra tedesco che ha trascorso la maggior parte della sua carriera negli Stati Uniti.

## Biografia
Ha studiato violoncello, pianoforte, organo, tromba e composizione (con Bernhard Sekles) presso il "Hoch Conservatorio" a Francoforte sul Meno, sua città natale.
Ha diretto a Friburgo, Darmstadt e Praga, questo prima di trasferirsi negli Stati Uniti nel 1940.
Nel 1945 divenne naturalizzato cittadino statunitense. È stato direttore al Metropolitan Opera House di New York dal 1946 quando debutta con Der Rosenkavalier fino al 1975 in 211 rappresentazioni. Dal 1958 è diventato Direttore Musicale dell'Orchestra Sinfonica di Cincinnati per 12 anni.
Durante questo periodo è diventato, anche un noto costruttore di Orchestra ed insegnante per il personale del "Tanglewood Institute".
Ha scritto "la Grammatica di condurre", il testo più usato per la direzione d'orchestra. Dopo la prima edizione è stato ripubblicato con significative modifiche nel 1980 e nuovamente nel 1994.
Dopo il suo incarico a Cincinnati, ha lavorato come Direttore dell'Orchestra sinfonica di Dallas per una sola stagione (1973-1974). Consulente artistico della New Jersey Symphony (1976-1977), come pure con le principali Orchestre americane e Teatri d'Opera.
È stato anche capo del dipartimento e della conduzione al Curtis Institute of Music (1970-1973 e 1983-1989); è forse il suo lavoro migliore, dal momento che molti dei più importanti direttori d'Orchestra di quel periodo hanno studiato sotto di Lui.

## Discografia
- Bizet: Carmen (New York 1956) - Metropolitan Opera Orchestra & Chorus/Max Rudolf/Calvin Marsh/Lucine Amara/Norman Scott/Giuseppe Di Stefano/Risë Stevens/Robert Merrill, OperaPrima
- Mozart: Don Giovanni - Antonio Zerbini/Mary Curtis Verna/Cesare Valletti/Italo Tajo/Giuseppe Taddei/Max Rudolf/Orchestra Sinfonica della RAI di Torino, 1955 Nuova Fonit Cetra
- Mozart: Don Giovanni (New York 1954) - Metropolitan Opera Orchestra/Max Rudolf/Margaret Harshaw/George London/Fernando Corena/Eleanor Steber, IMD
- Puccini: Madama Butterfly - Max Rudolf/Metropolitan Opera Orchestra/Eleanor Steber/Richard Tucker/Giuseppe Valdengo, Preiser
- Farrell - Puccini Arias and Others in the Great Tradition - Columbia Symphony Orchestra/Eileen Farrell/Max Rudolf, 1959/1960 Sony BMG